# Taleex
Taleex este un oraș din Sool, Somaliei.